# Murder, Inc. (película)
Murder, Inc. (El sindicato del crimen en España y Asesinato S.A. en Hispanoamérica) es una película de gánsteres de 1960 protagonizada por Stuart Whitman, May Britt, Peter Falk, Henry Morgan y Simon Oakland y dirigida por Burt Balaban y Stuart Rosenberg. Peter Falk fue nominado a los Oscars en la categoría del mejor actor secundario.

## Sinopsis
En el Nueva York de los años treinta Bug Workman (Stuart Whitman) y Reles (Peter Falk), un par de asesinos a sueldo que operan en la zona de Brownsville, son requeridos por el Cappo Lepke (David J. Stewart), uno de los nombres más conocidos y temidos en el mundo del hampa, para que se encarguen de deshacerse de Walter Sage (Morey Amsterdam), un cómico que aspira a manejar las cuentas de la organización del Cappo Lepke. Reles solicita ayuda a Joey Collins (Stuart Whitman), un músico que le debe dinero.
- Datos: Q1124085